# Val Fredda (Ala)
La val Fredda è una valle in Trentino-Alto Adige. 
Perpendicolare alla sinistra orografica della valle dell'Adige, ha inizio a Sdruzzinà (160 ml SLM), a pochi km a sud di Ala, e si snoda ad est verso l'altopiano della Lessinia fino al piccolo paese di Sega di Ala (1224 m s.l.m.).